# Nemausus
Nemausus is de historische naam van het huidige Nîmes, een stad in het zuiden van Frankrijk. De stad is vandaag door haar bloei ten tijde van de Romeinen nog altijd een populaire toeristische trekpleister in het departement van de Gard

## Naamgeving

schild van de stad Nîmes

De stad ontstond rond een bron die Nemausus werd genoemd. Volgens de bewoners van de nederzetting bezat deze heilige bron goddelijke krachten. Die werd dan ook vereerd door de bewoners. Hierdoor kozen de eerste bewoners van de streek Nemausus als naam voor de nederzetting.

## De Keltische Tijd
Nemausus wordt algemeen gezien als een deel van Gallië, hoewel de streek totaal verschilt met de noordelijke streken van Gallië. Dit gebied wordt gekenmerkt door haar mediterrane karakter, waardoor het meer verwantschap heeft met het Italiaans schiereiland.
Voordat de Grieken invloed wonnen in de regio, waren er hier en daar al oppida gesticht.  In 600 v.Chr. werd Massilia (het huidige Marseille) gesticht als maritieme handelsbasis voor de Grieken. De gebieden rond Massilia kwamen vrij snel onder Griekse controle. Er werden echter tot nog toe geen bewijzen gevonden die duiden op een Griekse bezetting van Nemausus. Uit onderzoek naar de keramiek dat in de stad werd gevonden, kan afgeleid worden dat er wel handel werd gedreven met de Grieken (waarschijnlijk via Massilia); die keramiek vertoonde namelijk Griekse elementen.
In deze periode werd de site van Nemausus bewoond door een bevolkingsgroep die bekendstaat als de Volcae Arecomici. Dit volk maakte van Nemausus haar hoofdstad. Het werd voor dit volk een religieus en commercieel centrum. Men denkt dit vooral omdat er een belangrijke heilige bron (cfr. de naamgeving van de stad) was aan de voet van de versterkte heuvel. De nederzetting had ook een omwalling (het is een oppidum) naar Keltische traditie, zoals in Narbo.

## Colonia Augusta Nemausus
Tijdens de Punische oorlogen probeerde Rome de verschillende Gallische stammen aan zich te binden maar zonder veel succes. Tijdens de Tweede Punische Oorlog (218 - 201 v.Chr.) veroverde Rome delen van Hispania. De Zuid-Franse gebieden vormden dus de verbinding over land tussen het Romeinse thuisland en deze nieuw verworven gebieden. De Romeinse invloed in deze streek nam sindsdien  dan ook aanzienlijk toe. In dit verband werd in 118 v.Chr. de Via Domitia aangelegd Dit was de eerste heirbaan in Gallië die Italië met Spanje verbond en liep ook door Nemausus, waar dus ook de Romeinse invloed toenam.
De volgende grote stap in de geschiedenis van de stad is de promotie naar een Colonia Latinae. Hieromtrent is er zeer veel discussie. Er zijn verschillende inscripties gevonden die de stad de titel van Augusta geven (Colonia Augusta Nemausus), maar deze kunnen zeker niet voor 27 v.Chr. gedateerd worden, hoewel er munten werden gevonden uit een pre-augustiaanse periode met de inscrpitie COL NEM (= Colonia Nemausus).
Waarschijnlijker is dat er een aantal personen en plaatsen het Romeins recht gekregen hebben van Caesar. 

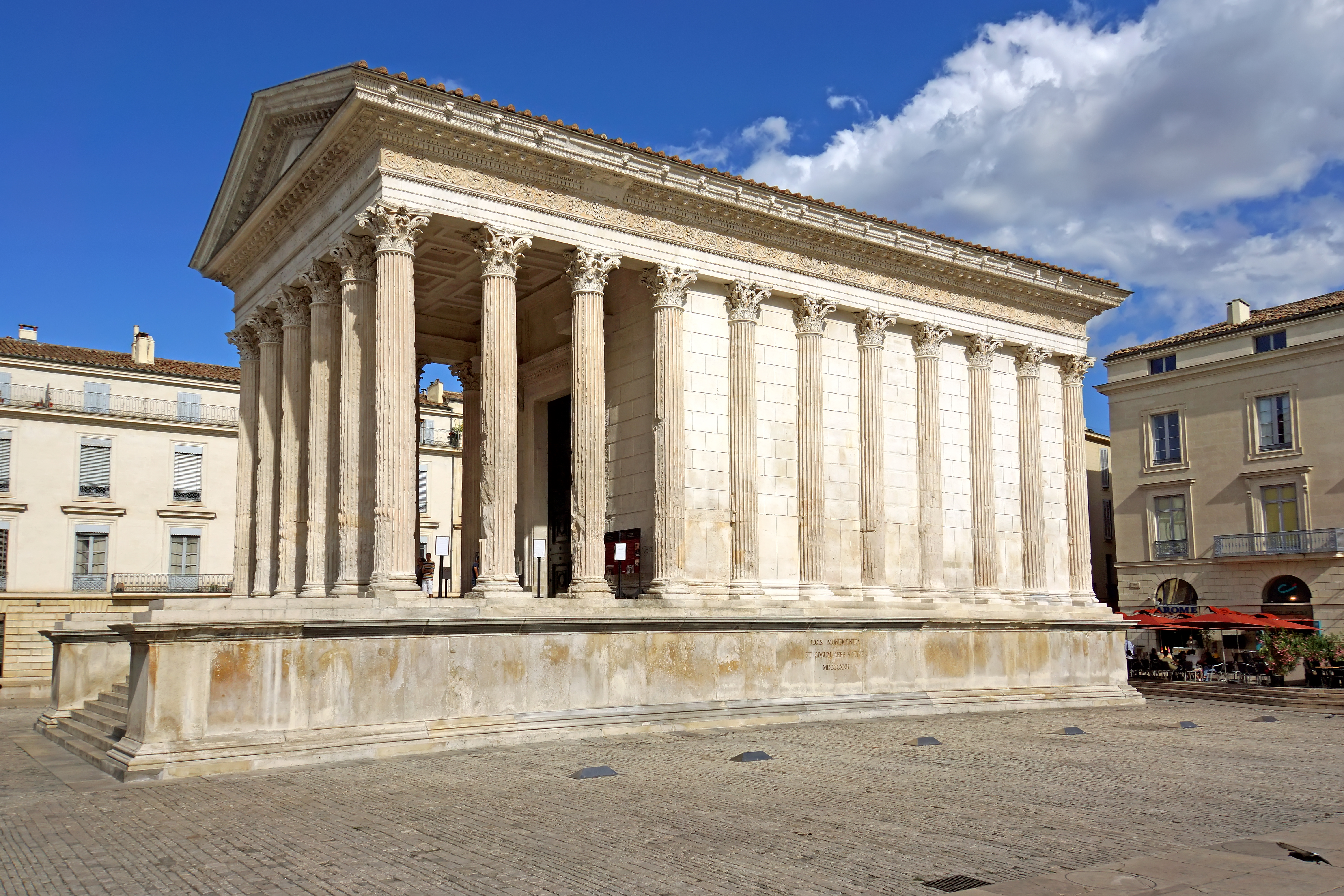
Maison Carrée

Ook is niet bekend of het Caesar of het Eerste Triumviraat (Gaius Julius Caesar, Gnaius Pompeius Magnus maior en Crassus) was die Nemausus de status van colonia gaf, en het tevens de controle gaf over 24 ignobilia oppida (onder andere: Ucetiae en Ugernum).
Zeker is wel dat de stad de titel van colonia had toen nieuwe kolonisten er zich kwamen vestigen. Deze kolonisten waren veteranen uit het Romeinse leger. Het waren vermoedelijk Egyptische soldaten of eerder Griekse soldaten uit Egypte. Hoogstwaarschijnlijk waren het veteranen die zich na de slag bij Actium (31 v.Chr.) in Nemausus kwamen vestigen. Dit is goed te zien aan de hand van de gevonden munten. Er werden namelijk munten gevonden met aan de ene zijde de hoofden van Augustus en Agrippa en aan de andere kant een afbeelding van een krokodil (typisch Egyptisch!) geketend aan een palmtak . De vroegste voorbeelden van deze munten worden gedateerd rond 16 v.Chr.
Deze afbeelding is tevens nog het wapenschild van de huidige stad Nîmes.
Keizer Augustus (63 v.Chr. -  14 n.Chr.) was Nemausus zeer gunstig gezind. De 1e eeuw v.Chr. werd dan ook de eerste bloeiperiode van de stad. Augustus verleende de stad het voorrecht om een stevige ommuring te bouwen. In 16 - 15 v.Chr. is deze ommuring voltooid. Het resultaat was een 6 kilometer lange muur die ongeveer 220 hectare grond omringde. De muur werd op sommige plaatsen onderbroken door poorten. De mooiste en bekendste hiervan is ongetwijfeld de Porta Augusta. Deze poort kan vergeleken worden met de Porta Nigra uit Trier.

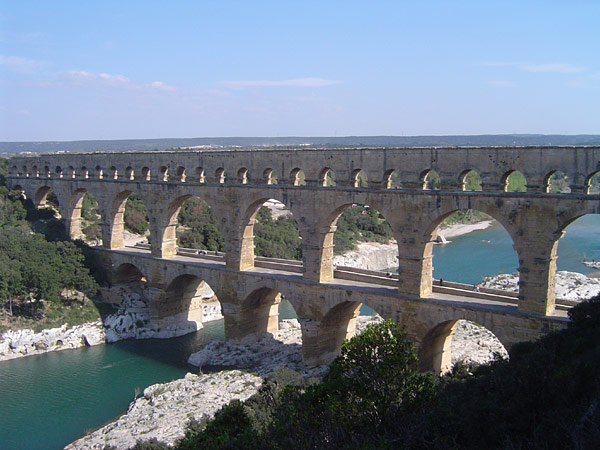
Pont du Gard

Ook het Maison Carrée werd in deze periode, rond 19 v.Chr., gebouwd onder leiding van Agrippa. Wellicht werd de tempel gewijd aan de geadopteerde zonen van Augustus, Gaius en Lucius. De tempel had ook burgerlijke doeleinden.
Onder keizer Claudius nam men de watertoevoer naar de stad ter hand. Een fenomenaal bouwproject werd op poten gezet. Een 50 kilometer lang aquaduct voorzag de stad van water. Deze waterleiding vertrok vanuit de streek van Ucetia (het huidige Uzès) in de Fontaine d'Eure. Zij kruiste de Gardon bij Vers via de Pont du Gard, en liep zo naar Nemausus. Dit bouwproject werd waarschijnlijk rond 38 n.Chr. begonnen en is rond 60 n.Chr. voltooid. Sommige historici dateren de bouw van het aquaduct al rond 19 v.Chr. Het project zou dan onder leiding hebben gestaan van Agrippa. Verschillende inscripties aan de Porta Augusta zouden dit bevestigen. Maar inscripties op de Pont du Gard spreken dan eerder in het voordeel van een latere datering (rond 50 n.Chr.). Het eindpunt van het aquaduct is het Castellum in Nemausus. Men gebruikte het water in de stad vooral voor de thermen en fonteinen. Een deel van dit aquaduct is vandaag nog altijd te bezichtigen. De Pont du Gard is een overblijfsel van dit meesterwerk uit de oudheid en werd in 1985 opgenomen in de Werelderfgoedlijst van de UNESCO.

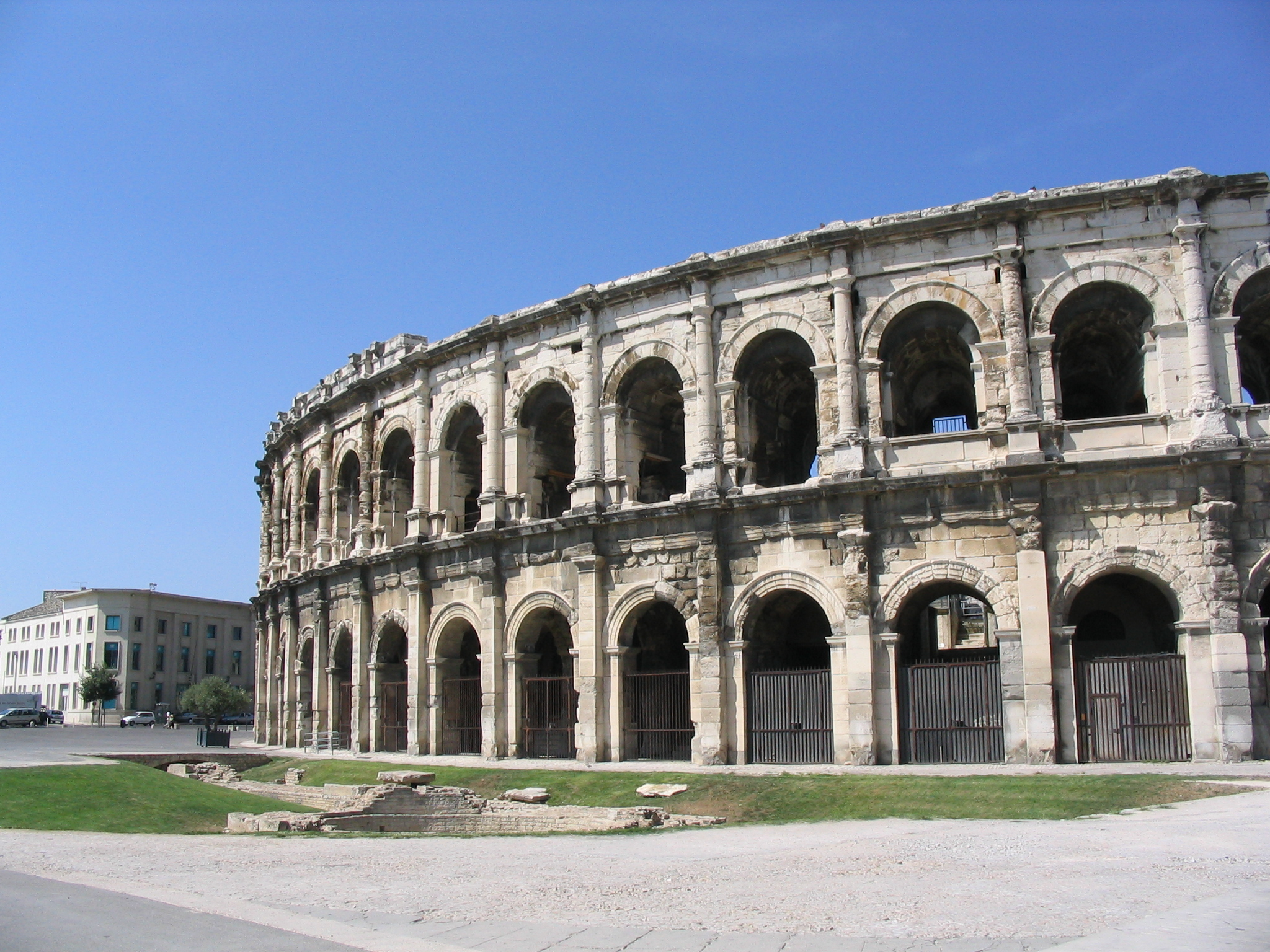
De Arena van Nîmes

De meest glorierijke periode uit de geschiedenis van Nemausus is zonder twijfel de 2e eeuw n.Chr. onder de heerschappijen van Hadrianus en zijn opvolger Antoninus Pius. Laatstgenoemde is afkomstig uit een familie uit Nemausus. Waarschijnlijk kwam de vrouw van Trajanus, Plotina ook uit deze stad.
Het aantal gevonden munten vertoont een stijging voor deze periode. Dit zou wijzen op een economische bloeiperiode.
In de 2e eeuw werd de bouwpolitiek in de stad verder voortgezet. Zo werd in de periode 90-120 n.Chr. het amfitheater (‘Les Arènes’) gebouwd. Het Colosseum te Rome stond waarschijnlijk model, maar er zijn ook opvallend veel gelijkenissen met het amfitheater in Arelate (het huidige Arles). De arena kon plaats bieden aan 24.000 mensen.
Verder liet Hadrianus een (niet bewaarde) tempel voor zijn adoptiemoeder Plotina bouwen. Ook de zogenaamde Tempel van Diana wordt wel in deze periode gedateerd (maar ook wel in de tijd van Augustus). Dit is in feite helemaal geen tempel. Men tast een beetje in het duister over de functie van dit bouwwerk, maar mogelijk vormde het een onderdeel van een badhuis. Ten slotte is een goed bewaard kunstwerk uit de 2e eeuw, de Mosaïque de Penthée, een mozaïek die de moord op Pentheus voorstelt. Deze en andere kunstwerken bevinden zich in het Musée de la Romanité, gelegen naast de Arena.
De steengroeven in Nîmes en omgeving, die nodig waren voor al deze bouwwerken, waren deze van Barutel en Roquemaillère in de huidige stad Nîmes en in het bos van Lens (gemeente Moulézan).
In deze periode was de stad volledig geromaniseerd, dat wil zeggen de oorspronkelijke Keltisch-Gallische bevolking was geheel verdrongen of geromaniseerd. In deze periode kende de stad een bevolkingsaantal van ongeveer 20 à 25.000 inwoners.

## Het einde van de Romeinse Periode
De voorspoed in de stad duurt tot in de 3e eeuw. In de 5e eeuw. kwam aan de Romeinse heerschappij in Nemausus een einde. Visigoten die oprukten naar het Iberisch schiereiland verjoegen de Romeinen uit de stad. Dit is het definitieve einde van de voorspoedige antieke periode van de stad.

### Primaire Bronnen
- C.J. Caesar, “C. Iuli Caesaris Commentarii. 1: Commentarii de Bello Gallico”, Leipzig, Teubneri, 1957, XLVIII, 263 p.
- Plinius, C. Plinii Secundi Naturalis historiae libri XXXVII, Leipzig, Teubner, 1906, XVI, 556 p. (uitgave door K. Mayhoff en L. Von Jan)
- Strabo, “Geographica”, in: H.L. Jones (ed.), The Geography of Strabo. Londen, Heinemann, 1966, 8 dln. [The Loeb Classical Library, 49;50;182;196;211;223;241;267]
- H. Pias (ed.), “Corpus Inscriptionum Latinarum. XII: Gallia Narbonensis”. Berlijn, Walter De Gruyter, 1888, 976 p.
- C. Vismara en M.L. Caldelli, “Epigrafie anfiteatrale dell’ Occidente Romano. 5: Alpes Maritimae, Gallia Narbonensis, Tres Galliae, Germaniae Britannia”, Rome, Quasar, 2000, p. 62-65.

### Secundaire Bronnen

#### Encyclopedieën
- C. Andresen en H. Erbse e.a. (dir.), “Lexikon der Alten Welt”, Zürich, Artemis & Winkler, 1965, col. 2071.
- H. Cancik, H. Schneider en M. Landfester (eds.), Der Neue Pauly Enzyklopädie der Antike, Stuttgart, Metzler, 2000, bd. 8, kol. 811-814.
- G. Wissowa (Neue Bearbeitung) e.a., Paulys Realencycloädie der classischen Alterumswissenschaft, Stuttgart & München, 1893, Reihe I, bd. 24, kol. 2286-2310.
- K. Ziegler, W. Sontheimer en H. Gärtner (dir.), Der kleine Pauly. Lexikon der Antike. Auf der Grundlage von Pauly’s Realencyclopädie der classischen Altertumswissenschaft, Stuttgart, 1972, vol. 4, kol. 44-45.

#### Aanvullende werken
- J.P. Clebert, Provence Antique. L’ époque gallo- romaine, Parijs, Robert Laffont, 1970, pp. 176-189.
- J.F. Drinkwater, Roman Gaul. The Three Provinces (58 BC- 260 AD), Londen & Canberra, Croom Helm, 1983, pp. 5-53, 141-160.
- A.L.F. Rivet, Gallia Narbonensis. Southern France in Roman Times, London, B.T. Batsford Ltd, pp. 3-96, 162-181.
- Cambridge Ancient History (second edition), New York, Cambridge University Press, 1996, vol X, pp. 464-487.